# Bảng chữ cái Tajik

Quốc huy khoảng năm 1929 của "Cộng hòa xã hội chủ nghĩa Xô viết tự trị Tajik", được viết (từ trên xuống dưới) bằng tiếng Tajik Latin, tiếng Ả Rập Tajik và tiếng Nga Cyrillic

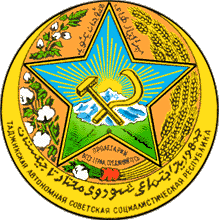
Quốc huy khác không có chữ Tajik Latin. Dòng chữ Ả Rập là جمهوریت اجتماعی شوروی مختار تاجیکستان

Bảng chữ cái Tajik hay chữ Tajik được dùng để viết tiếng Tajik.
Trong suốt lịch sử tiếng Tajik có ba bảng chữ cái được sử dụng.
- Bản chuyển thể chữ Ba Tư (cụ thể là bảng chữ cái tiếng Ba Tư): الفبای تاجیکی
- Bản chuyển thể chữ Latin: alifboji toçikī.
- Bản chuyển thể chữ Cyrill: алифбои тоҷикӣ

Việc sử dụng một bảng chữ cái cụ thể thường tương ứng với các giai đoạn trong lịch sử. Chữ Ả Rập được sử dụng trước tiên , tiếp theo là chữ Latin trong một thời gian ngắn và sau đó là chữ Cyrill .
Tại Tajikistan hiện chữ Cyrill được sử dụng rộng rãi nhất. Người Do Thái Bukhara nói phương ngữ Bukhori theo truyền thống đã sử dụng bảng chữ cái Hebrew, nhưng ngày nay cũng thường dùng biến thể Cyrilll.